# Kiropraktik i Danmark
Kiropraktik i Danmark er en dansk dokumentarfilm fra 1985 instrueret af Mogens Petersen.

## Handling
Denne artikel mangler et handlingsreferat. Hjælp os med at skrive det.